# Еврейское кладбище в Бучаче
Еврейское кладбище (также окопыско, киркут) в Бучаче — бывший городской некрополь иудейской общины города площадью более 4 га.

## Сведения
Точное время основания неизвестно, считается основанным в XVI веке. Расположено на одной из бывших окраин города, на отрогах «горы» Торговицы, на правом берегу Стрипы, неподалеку от нынешних автостанции и универмага. Согласно традиции, находилось вне городских стен. Последнее известное захоронение в 1940 г. Памятники разрушены, осталось много надгробий — мацев. Территория частично ограждена. Общее состояние некрополя неудовлетворительное.

## Фотографии
- Еврейское кладбище в Бучаче
- Надгробная плита
- Надгробная плита
- Надгробная плита
- Надгробная плита
- Надгробная плита
- Надгробная плита
- Надгробная плита